# 蘇乃鍇
蘇乃鍇（?—?）籍贯不详，清末民初政治人物。

## 生平
清朝宣统年间，蘇乃鍇在广东任补用知县，供差一年期滿后获甄别。
1913年，蘇乃鍇被广东派任政治会议议员。